# Thomas Fearnley
Thomas Fearnley (ur. 27 grudnia 1802 w Fredrikshald przy Halden; zm. 16 stycznia 1842 w Monachium) – norweski malarz.
Thomas Fearnley, (jego dziadek pochodził z Yorkshire), uczył się w szkole plastycznej w Christiania i od 1821 w akademii w Kopenhadze. Prospektem z Kopenhagi zdobył względy następcy tronu (późniejszego króla) Oskara. Ze Sztokholmu, gdzie przebywał od 1823 do 1827 do ukończenia studiów, podróżował przez Norwegię i Szwecję, wykonywał prace pod kierownictwem J.C. Dahla.
Kilka jego najlepszych krajobrazów pochodzi z tamtego czasu, np. Opinia Marumelf, Jostedalsgletscher, Polowanie na kaczki na królewskim jeziorze itd. W roku 1832 Fearnley przeprowadził się do Włoch, zatrzymał się tam na ok. trzy lata, aż w 1835 roku przeprowadził się do Szwajcarii, gdzie próbował sił głównie w przedstawieniu lodowców, przeniósł się do Paryża, stamtąd przez Holandię i Londyn wrócił do ojczyzny. Do jego większych zakładów należały: Romsdalhorn, Labrofall przy Kongsberg, Grindelwaldgletscher, partia z Vindhellen, Gudvangen i Sorrento. Umarł po tym, jak jeszcze raz odwiedził Anglię, Szwajcarię i Holandię, 16 stycznia 1842 w Monachium. Jego grób znajduje się w honorowym zagajniku cmentarza Chrystusa Zbawiciela w Oslo.

## Prace
- Forum w Pompejach, ok. 1834, płótna, 33x50 cm. Oslo, Privat-Slg.
- Grindelwaldgletscher, 1838, płótno, 158x195 cm. Oslo, Galeria Narodowa.
- Malarz i chłopiec, 1834, papier, 27x37 cm. Oslo, Galeria Narodowa.
- Kościół w Patterdale, 1837, papier, 36x39 cm. Oslo, Galeria Narodowa.
- Slindebirke, 1839, płótno, 54x65 cm. Oslo, Galeria Narodowa.
- Grindelwald, 1835, papier, 28x34 cm. Bergen, Slg. Rasmus Meyer.
- Labrofossen, 1837, płótno, 151x225 cm. Oslo, Galeria Narodowa.
- Meiringen, 1835, papier, 26x37 cm. Oslo, Galeria Narodowa.